# 朱德明
朱德明（？—？），清朝武官官員。1868年（同治7年）奉旨接任劉明燈擔任台灣鎮總兵。是台灣清治時期此期間，受台灣道制約的台灣地區最高軍事首長。